# Cécile Ndjebet
Cécile Bibiane Ndjebet es una activista medioambiental y silvicultora social camerunesa. Es conocida por su trabajo en la promoción de los derechos de las mujeres a la tierra y los bosques. En 2022 ganó el Premio Wangari Maathai.

## Trayectoria
Cécile Ndjebet nació en una localidad rural cercana a Edea en la región del Litoral de Camerún, donde su madre tenía una granja.Tiene un máster en Ciencias en Silvicultura Social de la Universidad Agrícola de Wageningen (Países Bajos).
Cecile Ndjebet comenzó su carrera en Camerún como funcionaria. En 2012 fue elegida Defensora del Cambio Climático de la Comisión Centroafricana de Bosques.Es presidenta de la Red de Mujeres Africanas para la Gestión Comunitaria de los Bosques (REFACOF),  organización que promueve la participación de las mujeres en la gestión de los recursos naturales en Camerún y que ella fundó en 2001. 
En noviembre de 2022 recibió el premio Campeones de la Tierra del PNUMA.

## Premios
- 2022: Wangari Maathai Forest Champions Award.[6]
- 2022: United Nations Champion of the Earth for Inspiration an Action.[7]